# The Hindenburg (película de 1975)
The Hindenburg (titulada: Hindenburg en España y La Tragedia del Hindenburg en  Hispanoamérica) es una película basada en la novela homónima de Michael M. Mooney. Fue nominada a tres Oscar y ganó dos premios especiales de la Academia. Se inserta en la moda que se produjo durante los años 1970 de cine de catástrofes.

## Argumento
Kathie Rauch de Milwaukee, Wisconsin, envía una carta a la Embajada de Alemania en Washington D. C., afirmando que el zepelín Hindenburg explotará después de volar sobre la ciudad de Nueva York. Mientras tanto, el coronel de la Luftwaffe, Franz Ritter, aborda con la intención de proteger al Hindenburg, ya que se han hecho varias amenazas para derribar la aeronave, que algunos ven como un símbolo de la Alemania nazi. Ritter cuenta con la asistencia de un funcionario del gobierno nazi, SS / Gestapo Hauptsturmführer Martin Vogel, que se hace pasar por un "fotógrafo oficial" del Hindenburg. Sin embargo, ambos operan de manera independiente al investigar los antecedentes de todos los pasajeros y la tripulación en el viaje. 
Ritter tiene motivos para sospechar de todos, incluso de su vieja amiga, la condesa Ursula von Reugen, cuya finca báltica en Peenemünde había sido tomada por los nazis y parece estar escapando de Alemania para visitar a su hija en Boston. Otros sospechosos principales incluyen a los astutos Emilio Pajetta y al Mayor Napier, Edward Douglas, un ejecutivo publicitario alemán-estadounidense sospechoso, así como a varios miembros de la tripulación e incluso a los capitanes del Hindenburg, Pruss y Lehmann. Muchas pistas posibles resultan ser pistas falsas, como Joe Spah dibujando el interior del barco como una idea para un espectáculo de vodevil y nombres misteriosos que luego resultaron ser el nombre de los caballos de carrera a bordo del Queen Mary (donde viaja el competidor de Douglas). 
Mientras el Hindenburg se dirige a la Estación Aeronaval de Lakehurst, los acontecimientos conspiran contra Ritter y Vogel. Pronto sospechan del atador Karl Boerth, un exlíder de las Juventudes Hitlerianas que se ha desilusionado con los nazis. Ritter intenta arrestarlo, pero él se resiste y le pide ayuda, quien simpatiza con él porque el hijo de Ritter murió en un accidente un año antes, mientras estaba en las Juventudes Hitlerianas. Más tarde, Ritter recibe noticias de que la novia de Boerth, Freda Halle, murió mientras intentaba escapar del arresto cuando el Hindenburg cruzaba el Atlántico. Boerth, al enterarse de la noticia de la muerte de Halle, planea suicidarse permaneciendo a bordo de la aeronave mientras estalla la bomba, para demostrar que existe una resistencia contra el régimen nazi. Ritter acepta a regañadientes con Boerth colocar la bomba a las 7:30, cuando la aeronave debería haber aterrizado y los pasajeros desembarcados, diciendo que una explosión en vuelo es "lo último que quiere". 
Mientras instala la bomba, Boerth deja caer la parte del cuchillo que es recuperada por un miembro de la tripulación. Para encubrir la pérdida de su cuchillo, Boerth le roba un cuchillo a su compañero Ludwig Knorr. Vogel comienza a trabajar a espaldas de Ritter, arresta a Boerth y confisca el pasaporte de la condesa. Cuando la aeronave se acerca a la estación aérea naval de Lakehurst a las 7:00, Ritter se da cuenta de que el aterrizaje se ha retrasado y busca a Boerth para preguntar dónde está la bomba. Vogel es atrapado por Ritter en el compartimiento de carga torturando a Boerth y se pelea con Ritter y queda inconsciente. Un Boerth herido le dice a Ritter que la bomba está en el parche de reparación de la celda de gas 4. Ritter intenta desactivar la bomba, pero Vogel, ahora despierto, lo distrae y no puede hacerlo a tiempo. La bomba explota, matando a Ritter instantáneamente y enviando a Vogel volando por la pasarela. Vogel sobrevive, siendo transportado por tripulantes de tierra. Boerth resultó herido por haber sido torturado por Vogel y muere a causa de sus quemaduras, pero logra liberar al perro de los Channing antes de que el barco se estrelle contra el suelo. Se ve a otros pasajeros y tripulantes luchando por sobrevivir al fuego. La condesa sobrevive y se reencuentra con su hija. 
Al día siguiente, con el fuego despejado, un narrador enumera algunos de los sobrevivientes y víctimas del desastre, así como algunas de las posibles teorías. Los restos se examinan para la investigación antes de limpiarlos. Mientras se reproduce el memorable comentario de radio de Herbert Morrison, se ve al Hindenburg volando una vez más, solo para desaparecer nuevamente en las nubes a medida que avanzan los créditos.